# Hinter Gittern – Der Frauenknast
Hinter Gittern – Der Frauenknast (kurz: HG oder auch HiGi) ist eine deutsche Fernsehserie in Form einer Seifenoper, die den dramaturgisch überzeichneten Alltag in einem Gefängnis für Frauen erzählt.
Die Serie wurde vom 22. September 1997 bis zum 13. Februar 2007 beim Privatsender RTL ausgestrahlt.

## Hintergrund
Die Ausstrahlung der ersten Episode erfolgte am 22. September 1997 beim Privatsender RTL, bei dem die Serie bis zum 20. November 2006 wöchentlich an jedem Montagabend gesendet wurde, sieben Jahre sogar ohne Sommerpause. Seit dem 5. Dezember 2006 wurde die Serie jeden Dienstag um 01:05 Uhr gesendet. Produziert wurde die Serie von der Grundy UFA TV Produktions GmbH auf dem ehemaligen Militärgelände der „Wavell Barracks“ in Berlin-Wilhelmstadt (Bezirk Spandau) unter der Regie von Dagmar von Chappuis, Roger Wielgus, Axel Bock, Sebastian Monk, Bodo Schwarz, Oren Schmuckler, Heinz Dietz, Olaf Götz, Conny Dohrn und anderen.
Die Handlung spielt in der fiktiven Justizvollzugsanstalt Reutlitz in Berlin. Die einzelnen Folgen bauen jeweils aufeinander auf. Wie für eine Seifenoper typisch, werden dabei regelmäßig neue Handlungsstränge in die Serie eingefügt und miteinander verflochten, während andere dann auslaufen (Zopfdramaturgie). In diesem Rahmen werden auch lesbische Liebesbeziehungen, Drogengeschäfte, Ausbruchsversuche, Auseinandersetzungen mit Justizvollzugsbeamten („Schließern“) sowie Straftaten wie beispielsweise Morde beschrieben. Oft wird Gefängnis-Jargon benutzt. Zur wichtigsten und über die Grenzen der Stammzuschauer hinaus bekanntesten Rolle wurde nach einiger Zeit Christine Walter (gespielt von Katy Karrenbauer), eine Bankräuberin und Autoritätsperson unter den anderen Häftlingen.
Die Serie hat sich trotz des teilweise absurden und unrealistischen Plots bezüglich der schauspielerischen Qualität einen vergleichsweise guten Ruf erworben, da im Gegensatz zu vielen Daily Soaps fast ausschließlich ausgebildete Schauspieler eingesetzt wurden – zum großen Teil mit Theater-Erfahrung.
Neben einem seit Sendebeginn festen Schauspielerstamm gibt es zum einen Rollen, die nur vorübergehend in die Handlungsabläufe eingeführt werden; zum anderen Rollen, die nach teilweise längeren Pausen wieder in die Serie integriert werden. Die Pausen werden auch dazu benutzt, einen Charakterwandel vorzunehmen und plausibel zu machen. Dadurch verfügt die Serie über ein austariertes Gleichgewicht von Sympathieträgern und deren Gegenspielern sowohl unter den Insassen als auch unter dem Gefängnispersonal. Ein Beispiel für derartige Wandlungen ist die Figur der Jutta Adler. Durch diese Rotationen, welche für die meisten Rollen mehr oder weniger lange Sendepausen mit sich brachten, ist es gelungen, sowohl den Bedürfnissen der Dramaturgie als auch der jeweiligen Schauspielerin dieser Seifenoper gerecht zu werden. Einige der in der Serie nur vorübergehend präsenten Figuren haben beim Publikum besonderen Anklang gefunden. Ein Beispiel ist die von Susann Uplegger gespielte skrupellose Gefängnisinsassin Natascha Sanin oder die Handlung um Dr. Kerstin Herzog und Sascha Mehring, zu deren Geschichte vier Romane erschienen sind.
In dramaturgischer Hinsicht wird durch Elemente von Action, Romantik, Spannung usw. ein breites Spektrum an Zuschauerinteressen bedient. Oft wird das Stilmittel der Ironie benutzt, was in einer Weise geschieht, dass sowohl bestimmte Zuschauerkreise durch den bloßen Wortlaut bzw. die unreflektierte Handlung angesprochen werden, andere Zuschauerkreise hingegen die Ironie erkennen und sich ebenso angesprochen fühlen.
Als Mona Klare im Jahr 2000 aus der Serie Gute Zeiten, schlechte Zeiten ausstieg, kam die von ihr dargestellte Barbara Graf ins Gefängnis. Als Schauplatz diente das Set aus Hinter Gittern und die dort beheimateten Charaktere Melanie Schmidt und Horst Dahnke waren für einige Folgen Bestandteil der Handlung. Im selben Jahr spielte auch eine Folge der Serie Der Puma – Kämpfer mit Herz in Reutlitz, wobei hier Jutta Adler, Birgit Schnoor und von Dauerkomparsen gespielte Gefängnisinsassinnen zu sehen waren. Durch Gastauftritte und Crossover ist Hinter Gittern damit Teil des gemeinsamen Serienuniversums von Alles was zählt, Der Puma – Kämpfer mit Herz, Gute Zeiten, schlechte Zeiten, Großstadtträume, SK-Babies und Unter uns geworden.
Nach einer verhältnismäßig kurzen 14. Staffel (20 Folgen) ging die Serie im Juni 2005 erstmals in eine Sommerpause. Am 22. August 2005 wurde ein Special gesendet (Was geschah in Reutlitz?), das die Rückkehr der Rolle Jutta Adler einläutete. Daneben wurde in Rückblenden die Handlung der vergangenen Staffel zusammengefasst, was neuen Zuschauern den Einstieg in das Seriengeschehen erleichtern sollte. Die am 12. September mit einer Doppelfolge gestartete 15. Staffel lief mit 33 Folgen ungewöhnlich lange. Nach einer finalen Doppelfolge am 22. Mai 2006 ging die Serie ein zweites Mal in eine Sommerpause. Komplett neu wurde sie ab September 2006 in ihrer 16. Staffel unter dem Motto Hinter Gittern – RELOADED! präsentiert. Neue Kulissen, wie etwa eine Schutzzone auf dem Gefängnishof, eine andere Kameratechnik und ein „Zurück zu den Wurzeln“-Denken in der Story sorgten für ein geändertes Erscheinungsbild. Daneben wurden einige, teilweise langjährig etablierte, Charaktere in der weiteren Handlung nicht mehr berücksichtigt, wobei ihr Verschwinden nicht erklärt wurde. Insgesamt wurden 19 neue Charaktere eingeführt.
Im Verlauf der 16. Staffel führten sinkende Einschaltquoten bei den Programmverantwortlichen zu der Entscheidung, die Serie auslaufen zu lassen und die letzten Episoden jeweils in der Nacht zum Dienstag zu senden. Die letzte Folge wurde am 13. Februar 2007 um 01:05 Uhr ausgestrahlt. In der letzten Szene öffneten sich zunächst das Gefängnistor und anschließend die Schleuse. Sämtliche Mitwirkende verließen Reutlitz in das Gegenlicht. Nur Direktorin Juliane Sürth (Susanne Schäfer) blieb auf der Stop-Markierung des Gefängnishofes zurück. Der letzte Satz wurde von Christine Walter ausgesprochen, nachdem sie einen Moment zur Direktorin zurückgeschaut hatte: „Wartet auf mich!“. Ob es sich bei dieser letzten Szene um den Traum einer Serienfigur oder eine sehr unrealistische fiktive Realität handeln soll, bleibt offen.
Bereits Ende Februar 2007 waren alle Kulissen des Sets auf dem Gelände der alten britischen Kaserne in Berlin-Spandau abgerissen. Lediglich die Kulissen der Gefängnisgärtnerei, die etwas entfernt vom Haupt- und Produktionsgelände liegt, und die gefängniseigene Kapelle blieben der Nachwelt erhalten, verfallen jedoch zusehends.
Als Ableger zur Serie gibt es Romane, in denen beispielsweise Vorgeschichten zu Personen aus der Serie erzählt werden oder Ereignisse aus der Serie, die besonders gut beim Publikum ankamen, näher beleuchtet werden (z. B. Die Vattkes – auf Leben und Tod). Weiterhin gibt es ein gleichnamiges Computerspiel (Genre: Adventure) nebst einer Fortsetzung sowie ein Handyspiel zur Serie. Darüber hinaus wurden zwei Musikalben mit den Stars aus Hinter Gittern aufgenommen. Die enthaltenen Titel dienten eine Zeit lang auch als Soundtrack der Serienfolgen. Ferner ist jährlich ein Wandkalender zur Serie erschienen.
Die am 23. Juli 2010 veröffentlichte DVD-Box zur 15. Staffel enthält zwei Bonusfolgen (379z Eine Frau boxt sich durch und 380z Haltlos), die nicht im Fernsehen ausgestrahlt wurden. Die Haupthandlung dieser beiden Episoden um Ginger und Daniela wurde im Nachhinein stark verkürzt, die Nebenhandlungen um Annabelle, Jeannette, Ilse, Esther und Teresa weitgehend gestrichen und durch den Handlungsstrang um Walter, Manu und ihre Schwester Jana ersetzt. So wurde aus den ursprünglichen beiden Episoden die schlussendliche Folge 379 (Eine Frau boxt sich durch), die allerdings ein anderes Ende aufweist. Während Daniela am Ende der nicht ausgestrahlten Episoden von Jutta mit nach Hause genommen wird, wird sie am Ende der ausgestrahlten Folge 379 von ihr suspendiert.
Ab dem 13. September 2004 wurden die ersten Folgen der Serie (mit dem Untertitel Wie alles begann) jeweils nach der neuen Episode um 23:15 Uhr wiederholt. Da das nachfolgende RTL Nachtjournal sich in seiner Anfangszeit nicht verschieben sollte, wurden die Folgen jeweils um einige Minuten gekürzt. Im Januar 2005 wurde der Sendeplatz vom Montag auf Donnerstag verschoben, bevor die Wiederholung mit der Folge vom 7. April schließlich abgebrochen wurde. Auf dem Pay-TV-Sender Passion wurden die ersten zehn Staffeln der Serie vom 14. April 2008 bis zum 22. April 2013 jeweils Montag um 20:15 Uhr wiederholt. Seit dem 18. November 2013 werden die weiteren Folgen werktags um 13:30 Uhr im Nachmittagsprogramm in Doppelfolgen ausgestrahlt. Mitte Februar 2015 übersprang Passion aus lizenzrechtlichen Gründen die Staffeln 8, 9 und 10. Zwischen dem 1. Dezember 2013 und dem 12. Januar 2015 wurde auf dem Video-on-Demand-Portal RTL NOW (heute RTL+) jeden Tag eine Folge veröffentlicht welche 30 Tage lang kostenlos verfügbar war. Nach Ablauf der 30 Tage war es möglich die einzelnen Folgen zu mieten.
Vom 26. September 2015 bis 13. März 2016 lief die Serie wöchentlich bei Super RTL. Seit 6. Juni 2016 ist sie bei RTLup und außerdem bei RTL Passion zu sehen. Mittlerweile steht die komplette Serie beim Streaming-Anbieter RTL+ zum Abruf im Abo bereit.

## Besetzung

### Insassinnen
| Schauspieler           | Rollenname                            | Staffel(n) | Folgen                      | Jahr(e)              | Straftat | Bemerkung |
| ---------------------- | ------------------------------------- | ---------- | --------------------------- | -------------------- | --- | --- |
| Katja Strobel          | Martina Thielmann                     | 1          | 1–19                        | 1997–1998            | Ermordung ihres Kindes (unschuldig) | Wurde von Zöllner fast vergewaltigt und lange Zeit von den anderen Insassinnen geächtet und gemieden. Nach erwiesener Unschuld entlassen. |
| Ana Fonell             | Regine Seifert                        | 1–2        | 1–36                        | 1997–1998            | Terrorismus mit mehrfachem Mord | Mutter von Michael. Verklärte Weltansicht. Wurde auf eigenen Wunsch verlegt, als Schließer Frank Gitting nach Reutlitz versetzt wird. |
| Kristiane Kupfer       | Dagmar Friese                         | 1–2        | 1–36                        | 1997–1998            | Erpressung und schwere Körperverletzung | Mörderin von Zöllner. Hat Katrin Tornow lange unter Druck gesetzt, da sie sie an Anstaltsleitung verraten hat. Drogendealerin. Wurde von Katrin in den Lastenaufzug verfrachtet und anschließend in die Psychiatrie eingewiesen. |
| Tanya Neufeldt         | Katrin Tornow                         | 1–2 4      | 1–44 91–94, 97–98           | 1997–1998, 1999      | Drogenhandel, versuchter Mord an Dagmar Friese | Affäre von Matthias Goran und von Leo Meineke; Freundin von Richard; Hat sich an Zöllner prostituiert; Flüchtete mit Richard; Kam später noch einmal zurück, um Diamanten aus Reutlitz zu holen; Flüchtete abermals mit Hilfe von Richard. |
| Annette Frier          | Vivien „Vivi“ Andrascheck             | 1–3 4, 6   | 1–57, 65–66 84, 91–92, 127  | 1997–1998 1999, 2000 | Bewaffneter Raubüberfall und versuchter Mord | Leibliche Mutter von Philipp Bötel (geb. als Lukas Andrascheck), Ex-Freundin von Walter, One-Night-Stand von Susanne, Freundin von Matthias Frowein; Wurde von Zöllner vergewaltigt, das daraus entstandene Kind trieb sie heimlich ab und konnte danach keine Kinder mehr bekommen; Nachdem sie aufgrund von Spitzeleien für bewährungsfähig erklärt wurde, zieht sie zu Matthias und seinen beiden Kindern. |
| Isabella Schmid        | Ilona „Lollo“ Fuchs, geb. Kühne †     | 1–3        | 1–60                        | 1997–1999            | Schwarzkopie | Frau von Daniel Fuchs (getrennt lebend bis zu ihrem Tod), Ex-Freundin von Marc Schneider; Wollte eine Affäre mit dem Gefängnispfarrer beginnen; Wird von Benita Wolf mit Susanne Teubner verwechselt und erstochen. |
| Cheryl Shepard         | Susanne Teubner †                     | 1–4        | 1-93,114                    | 1997–1999 2000       | Mord an ihrem Ehemann (nach Wiederaufnahmeverfahren umgewandelt in Totschlag an ihrem Ehemann im Affekt)                                                                              | Mutter von Nina, Martin und Christine, Oma von Stella (lernte sie nie kennen), Schwiegertochter von Marlies, Ex-Verlobte von Thomas, Ex-Freundin von Walter, One-Night-Stand von Vivi. Stationssprecherin; Wurde vorzeitig entlassen und bei einem Banküberfall von Melanie Schmidt erschossen. |
| Marie-Ernestine Worch  | Nina Teubner                          | 1–12       | 1–282                       | 1997–2003            | Drogenhandel, Fluchthilfe | Tochter von Susanne, Enkelin von Marlies, Schwester von Martin, Halbschwester von Christine, Ziehtochter von Walter, Mutter von Stella, Freundin von Andy, Ex-Freundin von Kevin, beste Freundin von Raffi; Wurde als Kind von ihrem eigenen Vater jahrelang sexuell missbraucht; Verließ nach ihrer Entlassung mit Andy und Stella die Stadt. (Die Rolle Nina Teubner wird in den Folgen 137 und 138 von Julia Mallwitz verkörpert, da Marie-Ernestine Worch wegen Krankheit ausfiel.)                                                                                                |
| Katy Karrenbauer       | Christine „Walter“ Walter             | 1–16       | 1–403                       | 1997–2007            | Bewaffneter Raubüberfall, Gefangenenmeuterei (übernahm unschuldig die Verantwortung), versuchter Mord an Jörg Baumann, Mord an Erich Gomulka (unschuldig, nahm die Tat aber auf sich) | Lesbisch; Schwester von Andreas, Ziehmutter von Nina, Ziehoma von Stella, Ex-Freundin von Vivi, Susanne, Bea und Manuela, Affäre von Tina, Conny und Blondie, One-Night-Stand von Ariane und Ines; Wurde im Laufe der Zeit die beste Freundin von Uschi; Wurde von Jörg Baumann vergewaltigt und war dann tablettenabhängig; Kam kurzzeitig als Schließerin Karin Seefeld nach Reutlitz zurück, wurde nach der Explosion von der Polizei mit Hilfe von Jutta Adler wieder festgenommen; Mehrere Fluchtversuche, wurde aber immer wieder gefasst; War zeitweilig Gefangenenvertreterin. |
| Brigitte Renner        | Margarethe „Mutz“ Korsch              | 1–5 6, 9   | 1–123, 133, 209             | 1997–2000 2002       | Tötung auf Verlangen in 4 Fällen (einmal unschuldig, nahm aber die Tat auf sich) | Wurde in der DDR wegen 3-fachen Mordes verurteilt. Mutter von Gaby, Oma von Felix und Sebastian; Jahrgang 1932; Wurde aufgrund ihrer Altersschwäche in ein Altenheim nach Bad Hersfeld verlegt. |
| Christiane Reiff       | Ilse Wünsche, geb. Brahms             | 1–16       | 1–403                       | 1997–2007            | Versicherungsbetrug, Urkundenfälschung, Leichenfledderei, Fluchthilfe, Beihilfe zum Totschlag an Jörg Baumann                                                                         | Ex-Frau von Gregor. Freundin von Joachim Franke, bis dieser Deutschland ohne sie verlässt. Versuchte sich zwischenzeitlich als Autorin; An Boulevardjournalismus interessiert; Sehr hysterisch. |
| Christine Schuberth    | Jeanette Bergdorfer                   | 1–16       | 1–403                       | 1997–2007            | Bestechlichkeit im Amt, Einbruch und Diebstahl, illegales Glücksspiel | „Die alte Ledertasche“; Spitzel der Anstaltsleitung. Fast-Ehefrau von Peter Kittler (Scheinehe), Ex-Verlobte von Anton Kornbichler; Wurde nach den verschärften Sicherheitsvorkehrungen aufgrund der von Cobra verursachten Explosion Stationssprecherin. |
| Barbara Freier         | Ursula „Uschi“ König                  | 1–16       | 1–403                       | 1997–2007            | Totschlag an der Geliebten ihres ersten Mannes und Körperverletzung an ihrem Mann, Mord an Marc Schneider, versuchter Totschlag an Jutta Adler und Dr. Lorenz Strauß                  | Witwe von Horst-Wolfgang, Mutter von Sonja, Ex-Frau von Lorenz; Wurde im Laufe der Zeit die beste Freundin von Walter; Mehrere Psychiatrieaufenthalte; Zwischenzeitlich aus gesundheitlichen Gründen für haftunfähig erklärt, was später widerrufen wurde; Leitete in Reutlitz eine Anlaufstelle für die Insassinnen und betrieb ein Übergangsheim für aus der Haft entlassene Frauen. |
| Martina Baumann        | Gerda Keller                          | 1–12       | 1–306                       | 1997–2004            | Bewaffneter Raubüberfall, Drogenhandel, vorsätzliche Tötung | Die Rolle wurde mehrmals umbenannt von Tina Stein zu Tina Schäfer zu Tina Keller zu Gerda Keller; Lesbisch; Hatte zeitweise eine Affäre mit Walter; Analphabetin; Betrieb in Reutlitz Drogenhandel und wurde nach Preekow verlegt; Kam später zurück und betrieb wieder Drogenhandel mit Godzilla; Flog auf als ein Junkie an einer Überdosis starb und wurde zusammen mit Godzilla wieder nach Preekow verlegt. |
| Friderikke-Maria Hörbe | Caroline "Caro" Wagner                | 1          | 9-11                        | 1997                 | Terrorismus (vermeintlich) | Geheimagentin; wird ins Gefängnis geschleust, um Regine dazu zu bewegen, gegen ihre Vereinigung vor Gericht auszusagen; wird entlassen, nachdem ihre wahre Identität aufgeflogen ist. |
| Anja Beatrice Kaul     | Mona Suttner †                        | 3–6 9      | 46–141 203–221              | 1998–2000 2002       | Steuerhinterziehung, versuchter Mord an Eva Baal | Leibliche Mutter von Jule; Affäre von Peter, One-Night-Stand von Tom; Drogendealerin; Zog in Reutlitz eine Telefonsex-Hotline auf; Wurde von Vera ein Auge ausgestochen, welches durch eine Glasprothese ersetzt wurde; Leitete später eine Begleitagentur; Wurde (in Folge 218) von Ruth mit einem roten Schal erwürgt. |
| Christine Wodetzky     | Katharina von Preiss                  | 3 6        | 49–59 143–148               | 1998 2000–2001       | Wiederholt Alkohol am Steuer (Einmal unschuldig), Fahrerflucht, Beamtenbeleidigung | Tante von Burghard; Selbsternannte Sissi-Expertin; Saß zweimal ein: Beim zweiten Mal unschuldig im Gefängnis, da ihr Neffe ihre Amnesie ausnutzte, um ihr eine falsche Identität zu geben, um so an ihr Erbe zu kommen. |
| Kristin Lenhardt       | Cornelia „Conny“ Starck               | 3–6        | 55–137 140                  | 1998–2000            | Raubüberfall, Drogendelikte, versuchter Mord an Vivi Andrascheck | Ex-Affäre von Walter, Freundin von Olli. Beste Freundin von Jule. Versuchte Vivi umzubringen, weil diese sie an die Anstaltsleitung wegen einer vorgetäuschten Vergewaltigung zum Nachteil Gittings verpfiff, um Bewährung zu erhalten. Wurde von Eva Baal wegen ihrer Aufsässigkeit diszipliniert und mit einem Wasserschlauch gefoltert. Flüchtete aus Reutlitz mit dem Neffen von Jutta in einem Heißluftballon. |
| Nana Krüger            | Benita Wolf                           | 3          | 59–60                       | 1999                 | | wird von der Mafia beauftragt, Susanne umzubringen; wird verlegt, nachdem sie versehentlich Lollo ermordet hat |
| Victoria Madincea      | Barbara „Blondie“ Koschinski          | 3–5        | 61–103                      | 1999                 | Vermeintlicher Banküberfall mit dreifachem Mord (unschuldig) | Schwester von Doris, Ex-Freundin von Christoph, Ex-Affäre von Walter. Sehr naiv. Wurde von Gitting zum Sex gezwungen. Ihre Schwester hat ihr, zusammen mit einem Verbündeten Arzt, vorgegaukelt, sie leide an Krebs und habe nur noch wenige Wochen zu leben, damit sie die Schuld auf sich nimmt, entlassen, nachdem sich ihre Schwester Doris als wahre Täterin entpuppte. |
| Maria Schuster         | Vera Eichholz                         | 3–5 8      | 62–110 177–195              | 1999 2002            | Drogenmissbrauch | Junkie; Stach Mona ein Auge aus; War mit Melanie, Denise und Ruth Mitglied der Knastband Jailbabes; Gelang nach der Massenflucht im Off die endgültige Flucht |
| Monika Guthmann        | Elke Meier #1                         | 4–6        | 76–150                      | 1999–2001            | Trunkenheit am Steuer und Unfall mit Todesfolge (Felix Kaiser) | 1. Darstellerin der Rolle. Ex-Frau von Clemens, Ex-Freundin von Jan. Betrieb in der Näherei illegale Geschäfte. Brachte Jutta um ihren Lotteriegewinn. Freundin von Tom Weber, zog nach ihrer Entlassung mit ihm zusammen. |
| Maren Schumacher       | Elke Meier #2                         | 7–8        | 151–184                     | 2001                 | Trunkenheit am Steuer und Unfall mit Todesfolge (Felix Kaiser) | 2. Darstellerin der Rolle. Ex-Frau von Clemens, Ex-Freundin von Jan, One-Night-Stand von Herrn Wildhagen, Freundin von Tom. Zockte in Reutlitz regelmäßig die Insassen ab. Wurde nach Erpressung illegal entlassen und zog mit Tom zusammen |
| Marion Reuter          | Renate Keller †                       | 4          | 81–83                       | 1999                 | Brandstiftung und versuchter Mord | Halbschwester von Silke, Freundin von Heinz-Jürgen. Rechtsradikal. Wird von einem Scharfschützen während eines Fluchtversuches erschossen. |
| Anke Rähm              | Julia „Jule“ Neumann, geb. Suttner, † | 4–6        | 85–149                      | 1999–2001            | Raub und Körperverletzung, Fluchthilfe | Lesbisch. „Schlusenschlitzerin“. Leibliche Tochter von Mona, Adoptivtochter von Ingrid, leibliche Enkelin von Sofia, Ex-Freundin von Nadja. Beste Freundin von Conny. Wurde von Mona und Kittler „angefixt“. Wurde von Mona gezwungen, sich für Drogen an den Wäschereifahrer Axel zu prostituieren. Besonderes Verhältnis zu Uschi König. Wurde von Baal genötigt, ihre Großmutter (Sofia Monetti) zu verraten, wurde deswegen von den anderen Insassinnen schikaniert und geschnitten, tötete sich selbst, nachdem sie sich eingestand, dass ihr Leben nichts mehr wert sei.         |
| Bettina Kramer         | Anna Talberg                          | 4–7        | 98–173                      | 1999–2001            | Totschlag an ihrem Ehemann nach Vergewaltigung (Putativnotwehr); Mord an Lutz Brandt, Theo Schmieder und Horst Dahnke                                                                 | Witwe von Lothar, Mutter von Jan und Lilli, Ex-Freundin von Tom, Ex-Verlobte von Horst. Entwickelte ein gestörtes Verhältnis zu Männern. Tötete während ihrer Haft Lutz Brandt, Theo Schmieder und Horst Dahnke, weil sie in ihrer Paranoia meinte, diese würden sie betrügen. Wurde in die Psychiatrie eingewiesen. |
| Anette Hellwig         | Sabine „Bine“ Sanders                 | 5          | 101–124                     | 1999–2000            | Vergehen im Straßenverkehr, Beamtenbeleidigung, Verweigern von Bußgeldzahlungen, Verstoß gegen BtMG                                                                                   | „Klatschreporterin“, die mit illegalen Mitteln versuchte, an Sensationsreportagen aus dem Gefängnis zu kommen. Bekam von Eva Drogen untergeschoben, wurde im weiteren Verlauf von Eva diszipliniert und mit einem Elektroschocker gefoltert. Wurde von den anderen Insassinnen gemieden. Beging nach Evas langem Psychoterror einen Suizidversuch. Eva Baal verhalf Bine später unfreiwillig zur Flucht. |
| Sigrid Maria Schnückel | Melanie „Mel“ Schmidt                 | 5–16       | 111–403                     | 2000–2007            | Gefährliche Körperverletzung, bewaffneter Banküberfall mit Mord an Susanne Teubner, versuchter Mord an Walter und Anna, Totschlag an Jörg Baumann, versuchter Mord an Edgar Brock     | Witwe von Michael „Mike“ Michalke, Schwägerin von Lizzy, Tochter von Helga Jablonski, Stieftochter von Norbert. Wurde von Norbert in der Kindheit sexuell missbraucht. Technisch und handwerklich begabt. Leicht provozierbar und sehr impulsiv. |
| Ina Halmagyi           | Tina Hünseler †                       | 6          | 131–132 134–135 139–140     | 2000                 | Drogenmissbrauch und Drogenhandel | HIV-positiver Junkie. Wurde von den anderen Insassinnen gemieden und abgelehnt. Steckte Dr. Stein vorsätzlich mit HIV an, starb im Bunker an ihrer Krankheit, wurde von Eva Baal geschlagen und misshandelt. |
| Gudrun Gundelach       | Sofia Monetti                         | 6          | 126–127 131–132 147–148     | 2000 2001            | Fluchthilfe, Mafiageschäfte, versuchter Mord im Auftrag an Mona Suttner und Ilse Wünsche                                                                                              | Leibliche Großmutter von Jule. Setzte wegen Verrats ein Kopfgeld auf Ilse und Mona aus. Wurde mit Hilfe von Ilse von der Polizei überführt und nach Preekow verlegt. |
| Edina Robinson         | Denise Hartung                        | 6–8 9      | 142–195 206                 | 2000–2002            | Fall von Tonya Harding | Ex-Eiskunstläuferin. Ex-Freundin von Ruth, Ex-Affäre von Tom, Ex-Freundin von Carsten Fricke. Sehr egoistisch und gefühlskalt. Trainierte in Reutlitz zunächst weiterhin für ihre Karriere, bis Martina ihr das Knie zertrümmerte. Wurde von Baumann vergewaltigt und ließ sich anschließend von diesem schwängern. Erlitt eine Fehlgeburt, flüchtete aus Reutlitz. Trat später als Sängerin in Jutta Adlers Hotel auf. |
| Susanne Schlenzig      | Simone Bach                           | 7–12       | 152–304                     | 2001–2004            | Totschlag im Affekt an Freier | Prostituierte, u. a. von Jörg. Mutter von Alex und Caroline, Witwe von Helmut, Ex-Freundin von Frank, One-Night-Stand von Peter und von einem Callboy. Sehr sexualisiertes Verhalten. Wurde im Hochsicherheitstrakt (Station C) psychisch krank. Wurde entlassen, nachdem sie vom Mord an Jörg Baumann freigesprochen wurde. |
| Sanna Englund          | Mareike Vattke †                      | 7–10       | 153–245                     | 2001–2003            | Ermordung ihres Vaters (unschuldig, nahm die Tat aber auf sich), Mord an der Nachbarin von Dr. Stein und einer Polizistin                                                             | Kleine Schwester von Martina, Tante von Chris, Blutsschwester von Ruth, vergewaltigte Tom Weber, Ex-Affäre von Hendrik. Drogendealerin. Hat Ruth gekreuzigt. Psychisch auffällig, hatte eine Persönlichkeitsstörung. Wurde nach einem Unfall zeitweise geistig in ein frühes Stadium der Kindheit zurückgesetzt, wurde deswegen in die Psychiatrie verlegt, aus der sie später zurückkehrte, wurde in Notwehrhilfe durch Andreas „Andy“ Wagner erschossen. |
| Judith Sehrbrock       | Martina Vattke                        | 7–10       | 153–250                     | 2001–2003            | Ermordung ihres Vaters (wurde für unschuldig erklärt, als ihre Schwester die Tat alleine auf sich nahm)                                                                               | Große Schwester von Mareike, Mutter von Chris, Ex-Freundin von Christoph. Wurde von Christoph durch einen alten Schacht aus Reutlitz befreit. Hat gemeinsam mit Simone, Melanie und Ilse Jörg Baumann erstochen. Wurde nach diversen Falschaussagen (u. a. von Mareike Vattke, Birgit Schnoor, Sybille Mohr, Andreas „Andy“ Wagner und Hendrik Jansen) entlassen. |
| Katrein Frenzel        | Ruth Bächtle †                        | 7–9        | 160–221                     | 2001–2002            | Körperverletzung eines Polizisten mit Todesfolge | Ex-Nonne. Ex-Freundin von Denise, Blutsschwester von Mareike. Entdeckte im Gefängnis ihre Homosexualität und legte ihre Nonnentracht ab. Mörderin von Mona. Starb durch Suizid, nachdem sie merkte, dass sie aufgrund einer psychiatrischen Erkrankung grundlos Mona Suttner erwürgt hatte. |
| Karin Ugowski          | Hannelore „Elena Drago“ Schäfer †     | 8          | 181–185                     | 2002                 | Steuerhinterziehung | Wahrsagerin, betrog die anderen Insassinnen um ihr Geld. Gute Freundin und Geschäftspartnerin von Melanie. Stirbt nach ihrem Lottogewinn an einem Herzinfarkt (ihre Leiche wurde von mehreren Insassinnen und Peter mehrere Tage versteckt gehalten, um an den Gewinn zu kommen). |
| Katja Schmitz          | Lizzy Michalke                        | 8–10, 11   | 189–251, 257–258            | 2002–2003            | Einbruch, Diebstahl eines Polizeifahrzeugs zur Fluchthilfe | Ex-Freundin von Frank Holtzendorff, Schwester von Michael „Mike“ Michalke, Schwägerin von Melanie Schmidt. Saß zweimal ein. Wurde entlassen. |
| Katharina Zapatka      | Ariane May                            | 8–10, 11   | 199–247, 273–278            | 2002–2003            | Mord, versuchter Mord an Dr. Lorenz Strauss und Uschi König | Ehemalige Schauspielerin. Ex-Affäre von Walter. Sehr arrogant und manipulativ. Psychisch auffällig. Erpresste Hendrik Jansen um ihre Flucht. Wurde geschnappt, als sie in einer Fernsehserie auftrat. Nach versuchtem Mord an Dr. Lorenz Strauss und Uschi König schließlich nach Preekow verlegt. |
| Graziella De Santis    | Raffaella „Raffi“ Caprese †           | 9–11       | 204–274                     | 2002–2003            | Diebstahl | Ex-Junkie. Beste Freundin von Nina, Affäre von Kai. Starb durch Suizid, nachdem sie feststellte, dass Kai nur mit ihr gespielt hatte. |
| Carrie Hampel          | Jasmin „Godzilla“ Zielowski           | 9–12       | 213–306                     | 2002–2004            | Drogenhandel, Körperverletzung | Kam aus Amerika und sprach fließend Englisch. Sehr gewalttätig. Betrieb in Reutliz Drogenhandel mit Gerda und wurde deswegen nach Preekow verlegt. Sehr vermännlichtes Erscheinungsbild. |
| Heidemarie Rohweder    | Helga Jablonski †                     | 9–10       | 221–228                     | 2002                 | Diebstahl, Schwere Körperverletzung | Mutter von Melanie Schmidt, Frau von Norbert. Schwere Alkoholikerin. Sah zu, wie ihre 11-jährige Tochter von ihrem Mann sexuell missbraucht wurde. Wurde entlassen und versuchte, Norbert zu ermorden. Starb kurz darauf. |
| Barbara Sotelsek       | Alexandra „Sascha“ Mehring            | 10–13      | 229–312                     | 2002–2004            | Totschlag an ihrer Freundin Doreen zu DDR-Zeiten, versuchter Mord an Hendrik Jansen, gefährliche Körperverletzung an Hendrik Jansen, Meineid                                          | Lesbisch. One-Night-Stand von Ines, Freundin von Kerstin. Wurde in der DDR wegen Mordes verurteilt, was nach der DDR in Totschlag umgewandelt wurde. Wurde auf Bemühung von Eva Baal nach Reutlitz verlegt, damit sie dort als Spitzel im Fall Baumann für sie arbeitet. Behielt jedoch ihr Wissen für sich und leistet später vor Gericht einen Meineid. Schwer belastetes Verhältnis zu Hendrik. Flüchtete mit Kerstin, nachdem sie von dieser offiziell für tot erklärt wurde. |
| Livia S. Reinhard      | Nancy Konnopke                        | 10–14      | 252–352                     | 2003–2005            | Gefährliche Körperverletzung (unschuldig) | Cousine von Kalle. Durch einen Badewannenunfall in der Kindheit (Sauerstoffmangel) geistig zurückgeblieben. Aufgrund ihres IQs von knapp 73 eigentlich haftunfähig, wollte aber bei ihrer Cousine im Gefängnis bleiben, Wurde von Uwe Grauel sexuell missbraucht. Freundin von Lukas. Bildete „Roxy“ zum Blindenhund aus. Wurde entlassen, nachdem ihre Unschuld bewiesen wurde. |
| Aline Staskowiak       | Heidrun „Fisch“ Fischer               | 10–14      | 252–353                     | 2003–2005            | Gefährliche Körperverletzung | Drogendealerin. Beste Freundin von Steffi. rassistische Tendenzen. Wurde von Brock auf Station C gequält. Floh im Chaos der von Cobra verursachten Explosion durch ein frei gesprengtes Loch in der Mauer aus Reutlitz und verschwand nach Russland. |
| Stephanie Japp         | Britta Jansen                         | 11–13      | 255–331                     | 2003–2004            | Fahrerflucht mit Todesfolge (unschuldig) | Ex-Frau von Hendrik Jansen, Ex-Freundin von David Willborn, Mutter von Erik und Sebastian, beste Freundin von Sandra. Wurde lange von ihrem Ex-Mann Hendrik tyrannisiert, gequält und fast vergewaltigt und schlussendlich nach erwiesener Unschuld entlassen. |
| Isabelle Höpfner       | Kathleen „Kalle“ Konnopke             | 11–13      | 258–312                     | 2003–2004            | Versuchter Totschlag, Gefährliche Körperverletzung | Cousine von Nancy. Drogendealerin. Erpresste lange Zeit Maja und Peter. Ließ Peters Imbisswagen und fast dessen Familie in die Luft sprengen. Nahm Birgit als Geisel, in deren Verlauf diese ihr ungeborenes Kind verlor. Wurde nach Preekow verlegt. |
| Astrid Posner          | Friederike Hardenberg                 | 11         | 265–274                     | 2003                 | Nicht bezahlte Strafzettel (Wollte einmal wissen wie es im „Knast“ ist) | Sitzt nur für kurze Zeit in Reutlitz ihre Haft ab, freundet sich mit Raffi an und vermittelt dieser ein „Praktikum“, durch das Raffi längere Zeit Ausgang hat und Kai näherkommt. |
| Isabelle Stoffel       | Stefanie „Steffi“ Gessler             | 12–13      | 283–321                     | 2003–2004            | Drogenhandel | HIV-positiver Ex-Heroinjunkie. Freundin von Daniel, Mutter von Jasmin („Mini“), beste Freundin von Fisch. Wurde von Brock fast vergewaltigt. Hatte einen positiven Einfluss auf Heidrun „Fisch“ Fischer. Ließ sich nach München verlegen, da Mini dort in eine Pflegefamilie gekommen ist. |
| Jana Becker            | Andrea Burgschulte †                  | 12–13      | 283–332                     | 2003–2004            | Drogenhandel | Adoptivschwester von Maja Brehme, Affäre von Daniel. Druckte gemeinsam mit Annika Jesske Falschgeld in Reutlitz. Floh aus Reutlitz. Bei ihrer Flucht von Nataschas Helfer aufgegriffen, entstellt und ermordet. (außerhalb des Seriengeschehens). |
| Freya Trampert         | Ines Fürbringer #2 †                  | 13         | 308–330                     | 2004                 | Diebstahl und Mord an Andreas Walter | 2. Darstellerin der Rolle. One-Night-Stand von Andreas, Sascha und Walter. Organisierte illegalen Alkoholschmuggel. Saß wegen Mordes unschuldig. Versuchte mehrere Male Walter zu ermorden. Wurde von Natascha ermordet. |
| Claudia Kühn           | Paula Vogel †                         | 13–15      | 308–353                     | 2004–2005            | Handel mit Doping-Mitteln | Vermännlichtes Erscheinungsbild aufgrund von Steroidmissbrauch. Starb durch die von Cobra verursachte Explosion. |
| Sylwia von Wildburg    | Annika Jesske                         | 13–15      | 313–385                     | 2004–2006            | Amtsmissbrauch, illegale Geldproduktion | Ex-Schließerin. Ex-Affäre von Hendrik, Freundin von Sven. Prostituierte sich für Natascha. |
| Dennenesch Zoudé       | Wilhelmina „Mina“ „Müller“ Makhubela  | 13–16      | 322–403                     | 2004–2007            | Abschiebehaft, schwere Körperverletzung | Stammt aus Namibia. Schwester von Friedrich, Ex-Frau von Armin (Scheinehe), Witwe von Johnny. Wurde nach den verschärften Sicherheitsvorkehrungen aufgrund der von Cobra verursachten Explosion Stationssprecherin (später erste Stationssprecherin). |
| Susann Uplegger        | Natascha Sanin                        | 13–14, 15  | 325, 329–345, 352a, 358–376 | 2004–2005, 2006      | Geldwäsche, illegales Glücksspiel, Förderung der Prostitution, Steuerhinterziehung, Mord an Ines Fürbringer, Mord an Nora Strauss im Auftrag                                          | Betrieb auf der stillgelegten Station C ein Bordell mit Hilfe von Edgar Brock und Peter Kittler. Wurde zeitweise nach Preekow verlegt. Floh später mit einem Hubschrauber nach Russland. |
| Nadine Warmuth         | Antje „Ginger“ Stenzel                | 14–16      | 333–403                     | 2004–2007            | Betrug und Diebstahl | Bisexuell. Prostituierte sich im Gefängnis für Natascha. Affäre von Edgar Brock und Peter Kittler. War in Annika verliebt und auch in Nicole, sollte diese allerdings im Auftrag umbringen. |
| Solveig August         | Dr. Nikola „Nik“ Gross †              | 14–15      | 338–369                     | 2005–2006            | Schwere Körperverletzung | Organisierte in Reutlitz ein wissenschaftliches Experiment, welches aber von Ginger im Auftrag von Natascha sabotiert und daraufhin abgebrochen wurde. Starb an einem Gehirntumor. Solveig August spielte in Folge 286 Sonja, die Geliebte von Sascha Mehring (Rückblende), die sich nach einer Affäre mit Hendrik Jansen umbrachte, da dieser ihre Liebe nicht erwiderte. |
| Hanna Jürgens          | Nora Strauß †                         | 14         | 339–340                     | 2005                 | Betrug | Tochter von Lorenz, Schwester von Thoralf, Stieftochter von Uschi. Sollte sich für Natascha unbewusst prostituieren, wurde aber vorsätzlich von „Ginger“ ausgetauscht und von einem Freier gegen Bezahlung erwürgt. |
| Daniela Schober        | Corinna „Cobra“ Roth                  | 14         | 346–352a                    | 2005                 | Fahrlässige Tötung in 15 Fällen | „Massenmordende Schlangenfrau“, war früher Artistin im Zirkus. Extrem manipulativ. Gab sich anfangs als Annabelle aus. Verursachte in Reutlitz eine Explosion, in deren Folge 3 Menschen starben und zahlreiche schwer verletzt wurden. Wurde daraufhin in die Psychiatrie verlegt. |
| Bettina Lohmeyer       | Annabelle „Hackfresse“ Liffers †      | 14–15      | 346–385                     | 2005–2006            | Mord an Mike Michalke | Schwere psychische Störungen, wahrnehmungsgestört. Tötete während ihrer Haftzeit Karin, Yvonne (JVA Güstrow), Manu und fast Wilhelmina. Wurde nach den verschärften Sicherheitsvorkehrungen aufgrund der von Cobra verursachten Explosion erste Stationssprecherin. Wurde vom SEK erschossen. |
| Constanze Priester     | Manuela „Manu“ Wellmann †             | 15         | 353–385                     | 2005–2006            | Körperverletzung, Totschlag in einem minderschweren Fall | Schwester von Jana, Ex-Freundin von Walter, One-Night-Stand von Ayse (JVA Güstrow). Wurde nach den verschärften Sicherheitsvorkehrungen aufgrund der von Cobra verursachten Explosion Stationssprecherin. Wurde von Annabelle erstochen und starb nach einiger Zeit im Koma. (außerhalb des Seriengeschehens). |
| Nicole Ernst           | Teresa Fränze                         | 15         | 366–382                     | 2005–2006            | Diebstahl | Mutter von Anemone und Olli. Sozialhilfeempfängerin ohne Einsicht über ihr Fehlverhalten. Wurde aufgrund der Überbelegung vorzeitig entlassen. |
| Dorothea Walda         | Esther Loschwitz                      | 15         | 376–382                     | 2006                 | Mehrfacher Diebstahl | Intelligenter, als sie sich gibt. Hat die anderen Frauen um Nataschas Diamanten gebracht. Einfühlsam und hilfsbereit. Organisierte für die JVA Reutlitz die Boxweltmeisterin Regina Halmich, damit diese Manuela Wellmann für den Kampf gegen die JVA Güstrow trainiert. Wurde nach Hüftbruch für haftunfähig befunden und entlassen. |
| Klara Höfels           | Ingrid Schlüter                       | 16         | 386–403                     | 2006–2007            | Mord im Affekt | Psychisch auffällig. |
| Greta Galisch          | Lena Baumgarten                       | 16         | 386–403                     | 2006–2007            | Fahrlässige Tötung | Frau von Rudolf. Saß unschuldig ein, weil sie ihren Mann entlastet hatte. |
| Katrin Brockmann       | Grit Krause                           | 16         | 386–403                     | 2006–2007            | Schwere Körperverletzung | Rassistische Tendenzen. Mitläuferin, betrieb mit Katja Glücksspiel. |
| Marie Rönnebeck        | Miriam Jördens                        | 16         | 386–403                     | 2006–2007            | Einbruch, gefährliche Körperverletzung an Iris Römer | Bemerkenswerte Fähigkeiten im Umgang mit Schlössern und Sicherheitssystemen. |
| Yasmina Djaballah      | Katja Marnitz                         | 16         | 386–400, 403                | 2006–2007            | Organisierter Raub, Überfall, schwere vorsätzliche Körperverletzung | Litt an MS. Wurde nach einer Geiselnahme in der Gärtnerei in die Psychiatrie eingewiesen. |
| Sandra S. Leonhard     | Nicole Maurer geb. als Simone Müller  | 16         | 387–403                     | 2006–2007            | Förderung der Prostitution | Mutter von Klara. War im Zeugenschutzprogramm. |
| Finja Martens          | Sarah Reese                           | 16         | 388–403                     | 2006–2007            | Drogenhandel | Ex-Affäre von Sebastian Hecht. War in Sebastian Hecht verliebt. Anfangs sehr naiv, wurde aber dann von Mareen „angelernt“. Partnerin von Mareen. |
| Natascha Hockwin       | Ruth Colditz                          | 16         | 388–403                     | 2006–2007            | Mord im Affekt an ihrem Vater | Verschlossen. Hing an ihrer Schwester. Verdacht des schweren sexuellen Missbrauchs durch ihren Vater. |
| Ina Rudolph            | Mareen Bieler                         | 16         | 391–403                     | 2006–2007            | Insolvenzverschleppung und Unterschlagung | Extrem intelligent und manipulierend. Verübte an Angelika Vergeltung, da diese sie anklagte. Brachte innerhalb kürzester Zeit das ganze Gefängnis unter inoffizieller Kontrolle. |
| Silke Matthias         | Dr. Angelika Loberth                  | 16         | 391–403                     | 2006–2007            | Unfall mit Todesfolge und Fahrerflucht | Ehemalige Staatsanwältin. Klagte Mareen an und geriet im Gefängnis unter deren Einfluss, ohne zu bemerken, dass dies Teil von Mareens Racheplan war. Hielt sich für was besseres. |

### Gefängnispersonal
| Schauspieler             | Rollenname                            | Staffel(n)                                | Folgen | Jahr(e)                       | Bemerkungen |
| ------------------------ | ------------------------------------- | ----------------------------------------- | --- | ----------------------------- | --- |
| Wolfgang Finck           | Gerhard Zöllner †                     | 1                                         | 1–8 | 1997                          | Schließer Ehemann von Sybille, Zwillingsbruder von Karl-Heinz. Ex-Freund von Jutta. Freier von Katrin. Vergewaltiger von Vivi. Versuchte, Martina zu vergewaltigen. Wurde von Dagmar erstochen. Betrieb mehrfach Drogenhandel. |
| Dirk Mierau              | Dr. Bernd Beck                        | 1–3                                       | 1–62 | 1997–1999                     | Anstaltsarzt Wurde von Jutta aufgrund von Amtsmissbrauch zum freiwilligen Rücktritt gezwungen. Hegte Gefühle für Evelyn Kaltenbach und Susanne Teubner. |
| Judith von Radetzky      | Silke Jakoby †                        | 1–4 7                                     | 1–92 159, 164–166 | 1997–1999, 2001               | Schließerin und zeitweilig Stationsleiterin Halbschwester von Renate Keller. War bei den Insassen beliebt, weil sie oft Vorschriften ignorierte, um ihnen Gefallen zu tun. Kündigte, als Frank Gitting Direktor wurde. Arbeitete danach als Bewährungshelferin und wurde von einem ihrer Klienten reingelegt, und daher wegen Fluchthilfe verurteilt und in Reutlitz inhaftiert. Wurde von Jutta während eines Fluchtversuchs erschossen. |
| Thomas Engel             | Horst Dahnke †                        | 1–7                                       | 1–172 | 1997–2001                     | Schließer, stellvertretender Anstaltsleiter Verlobter von Anna. Wurde von Anna Talberg ermordet. Manchmal leicht genervt und tollpatschig. |
| Claudia Loerding         | Jutta Elisabeth „Der Geier“ Adler     | 1–8 9, 13, 14–15                          | 1–200 206, 312a–332, 352a–385 | 1997–2002, 2004, 2005–2006    | Kommissarische Anstaltsleiterin (2 ×), stellvertretende Anstaltsleiterin, Anstaltsleiterin (2 ×), Schließerin, Stationsleiterin Wurde nach Gittings Selbstmord offizielle Anstaltsleiterin. Tochter von Elisabeth, Tante von Olli, Ex-Frau von Jörg, Ex-Verlobte von Ulrich, Ex-Freundin von Gerhard und Dieter, beste Freundin von Silke (wurde später von Jutta bei einem Fluchtversuch erschossen) und Birgit. Hatte eine schwierige Beziehung zu ihrer Mutter. Ging nach Costa Rica, um ein Hotel zu eröffnen. Mehrere Gastauftritte. Im Privaten sensibel und in persönlichen Beziehungen unbedarft. Anfangs im Dienst gefürchtet und bei einigen Gefangenen aufgrund ihrer harten Haltung verhasst, später sympathisches Erscheinungsbild bei den Insassinnen, bis sie nach der von Cobra verursachten Explosion als Stationsleiterin mit einer zunächst wesentlich härteren Linie zurückkehrte. Wurde endgültig aus der Serie entfernt, als sie gefeuert wurde, nachdem durch die Verlegung der JVA Güstrow ein Massaker ausgebrochen war. |
| Egon Hofmann             | Peter Kittler                         | 1–15                                      | 1–385 | 1997–2006                     | Schließer, Stationsleiter, Stellvertretender Anstaltsleiter Korrupt, krumme Geschäfte mit Insassinnen. Ex-Mann von Jeanette (Scheinehe) und Ming Lhai, Ex-Affäre von Mona. Betrieb im Gefängnis mit Mona Suttner Drogenhandel und mit Natascha Zuhälterei. Ihm wurde von Peggy Grothe in den Kopf geschossen, danach lange dienstunfähig, kehrte aber wieder in den Dienst zurück. Nach diesem Erlebnis wesentlich einfühlsamer. Wurde zum Ende der Serie in eine andere JVA versetzt. |
| Uta Prelle               | Birgit Schnoor                        | 1–16                                      | 1–403 | 1997–2007                     | Schließerin, Stationsleiterin, Stellvertretende Anstaltsleiterin, kommissarische Anstaltsleiterin Ex-Freundin von Uwe, beste Freundin von Jutta. Beging mehrfach kriminelle Handlungen im Amt, um Insassinnen und ihren pädophilen Lebensgefährten (Uwe Grauel) zu schützen. Versuchte, Martina Vattke ihr Kind wegzunehmen, da sie keine eigenen kriegen konnte. Half Martina später aber zu ihrer vorzeitigen Entlassung, indem sie half, die durch Martina begangene Geiselnahme zu decken. Trotz mehrfacher Bemühungen wurde sie nie zur offiziellen Anstaltsleiterin ernannt. |
| Dieter Bach              | Matthias Goran †                      | 1–2                                       | 2–30 | 1997–1998                     | Anstaltspsychologe Affäre von Katrin. Selber psychisch sehr instabil. Beging nach der Vergewaltigung an Katrin Selbstmord. |
| Franziska Matthus        | Dr. Evelyn Kaltenbach                 | 1–2, 3, 4, 5, 6, 7, 8, 10, 11, 13, 14, 15 | 2–38, 45, 51, 67, 80, 91, 97, 99, 111, 118, 146, 148, 175, 177–178, 193, 239–240, 251, 261, 277, 331–332, 347–348, 352–352a, 355, 378 | 1997–1998, 1999–2006          | Anstaltsleiterin, Leiterin der Abteilung Strafvollzug in der Senatsverwaltung für Justiz, Staatssekretärin im Senat für Justiz Verließ Reutlitz, als sie ein Angebot als Leiterin der Abteilung Strafvollzug in der Senatsverwaltung für Justiz erhielt. Wurde später zur Staatssekretärin befördert. Flirt mit Dr. Beck. Scheiterte als Anstaltsleiterin, weil sie sich grundsätzlich gegen die Beamten mit den Frauen solidarisierte. Entwickelte in der Senatsverwaltung mit der Zeit eine immer härtere Linie. |
| Heidi Weigelt            | Sybille „Möhrchen“ Mohr               | 1–16                                      | 3–403 | 1997–2007                     | Sekretärin der Anstaltsleitung Leitete einen Tanzkurs für die Insassinnen. Ehemalige Geliebte von Hubert. Beging mehrfach Amtsmissbrauch und hinterging oftmals die Anstaltsleitung, um Insassinnen Gefallen zu tun. Wurde kurzzeitig von Eva wegen mangelnder Loyalität gegenüber der Anstaltsleitung entlassen. Hat ihrer Freundin und Arbeitskollegin Trude den Mann gestohlen. |
| Joey Zimmermann          | Leo Meinecke                          | 2-8                                       | 32-36, 39, 71, 79, 101, 125, 135, 142, 191                                                                                            | 1998-2002                     | Anstaltskoch führte eine Affäre mit Katrin. |
| Karl-Heinz von Liebezeit | Frank Gitting †                       | 2–4                                       | 35–97 | 1998–1999                     | Schließer, Stationsleiter und Anstaltsleiter Gelangte durch Erpressung Jutta Adlers zu seiner Position als Leiter. Brachte eine versteckte Kamera in Blondies Zelle, um sie beim Ausziehen zu filmen. Zwang Blondie zum Sex und beging daraufhin Selbstmord. |
| Franz Mey                | Maximilian Ahrens †                   | 3–5                                       | 45–123 | 1998–2000                     | Anstaltspfarrer Hatte ein massives Problem mit der Autorität der Anstaltsleitung. Hegte Gefühle für Ilona Fuchs. Rettete Eva Baal aus einer brennenden Zelle und starb dabei. |
| Klaus Hoser              | Aloys van Meeren alias Hagen Keyser † | 3–4                                       | 64–79 | 1998–1999                     | Für kurze Zeit Anstaltspsychologe Aus der Anstalt entflohener Psychopath, der nach Reutlitz kam, um mit Hilfe von Uschi König alle zu vergiften. Wurde von dieser mit einer Giftspritze im Kampf getötet. |
| Atto Suttarp             | Dr. Christoph Columbus Stein †        | 3–8                                       | 69–194 | 1999–2002                     | Anstaltsarzt Ex-Freund von Blondie, Freund von Martina, Vater von Chris. Infizierte sich mit HIV, als Tina ihm eine Spritze mit ihrem Blut in den Arm rammte. Wurde während einer Geiselnahme erschossen. |
| Antonio Wannek           | Oliver Papnitz                        | 4                                         | 87–92 | 1999                          | Schließer in Ausbildung Neffe von Jutta, Verwandter von Elisabeth, Freund von Conny. Verhalf Conny zum Ausbruch. Wurde von Gitting entdeckt. Entlassen nach Gittings Beförderung zum Anstaltsleiter. Ging nach Amerika. |
| Karen Böhne              | Eva Baal                              | 5–6 8–10 14–15                            | 104–150 193–254 333–378 | 1999–2001 2002–2003 2004–2006 | Schließerin und Anstaltsleiterin Tochter von Werner Baal, Ex-Affäre von Edgar Brock. Aufgrund ihrer harten Führung von den Insassinnen gefürchtet. Schob Bine Sanders Drogen unter, um sie in Haft zu bringen. Folterte Conny Stark mit einem Wasserschlauch und Bine mit einem Elektroschocker. Verhalf Bine später unfreiwillig zur Flucht, weil sie fürchtete, dass ihre Machenschaften auffliegen. Wurde im Verlauf etwas sozialer. Wurde später noch zweimal Anstaltsleiterin, kündigte das erste Mal, als aufflog, dass ihr Vater zwei Morde begangen hat und dass sie Kerstin Herzog deswegen ungerechtfertigt in Dunkelhaft gelassen hat. Kündigte das zweite Mal, als sie durch eine Intrige von Brock dazu gedrängt wurde, ihren Posten als Anstaltsleiterin abzugeben. Machte nach der Ablegung ihres Postens eine Fortbildung in Paris. |
| Yvonne Burbach           | Dr. Nadja Feldmann                    | 5-6                                       | 121-122, 135-138 | 2000                          | Ärztin auf der Krankenstation im praktischen Jahr. Jugendfreundin und Affäre von Jule. Wird gekündigt. |
| Marcus Grüsser           | Tom Weber                             | 5–8                                       | 123–184 | 2000–2001                     | Schließer und Anstaltskoch Freund von Elke, Ex-Freund von Anna, One-Night-Stand von Mona, Jeanette und Pia, Ex-Affäre von Denise. Wurde von Mareike vergewaltigt. Wurde von Anna Talberg fast umgebracht, als sie erkannte, dass er nur mit ihren Gefühlen gespielt hat. Betrieb mehrfach Amtsmissbrauch, um mit Elke illegale Geschäfte zu tätigen. Kündigte mit Elkes Entlassung und zog mit ihr zusammen. |
| Sonia Farke              | Beate „Bea“ Hansen †                  | 6–8                                       | 127–185 | 2000–2001                     | Schließerin Freundin von Walter. Wurde von Jutta Adler zur Kündigung gezwungen, nachdem die Beziehung aufflog. Bekam ihre Stelle später durch eine Erpressung noch einmal zurück, bis sie schließlich endgültig kündigte. Starb an den Verletzungen bei einer von Jörg Baumann verursachten Explosion. |
| Armin Dallapiccola       | Jörg Johannes Baumann †               | 6–9 11–12                                 | 149–226 272–304 | 2000–2002 2003–2004           | Schließer, Stationsleiter, Stellvertretender Anstaltsleiter, kurzfristig Anstaltsleiter Ex-Mann von Jutta. Freier von Simone. Vergewaltiger von Denise und Walter. Versuchte Vergewaltigungen an Elke, Nina und Simone. Betrieb im Liebeswagen mit Simone und außerhalb von Reutlitz für Mona Zuhälterei. Versuchte, Ilse Wünsche zur Flucht zu verhelfen. Wurde von Simone, Ilse, Martina und Melanie in der Gefängnisküche erstochen und anschließend auf einer Mülldeponie „entsorgt“. Trat ab Folge 272 als Halluzination von Simone wieder auf. |
| Stefan Puntigam          | Andreas „Andy“ Wagner                 | 8–12                                      | 184–282 | 2001–2003                     | Schließer Freund von Nina, Vater von Stella, Sohn von Regine und Josef Wagner, Erschoss Mareike in Nothilfe. Verließ mit Nina nach deren Entlassung Reutlitz und Berlin. |
| Dierk Prawdzik           | Frank Holtzendorff                    | 8–9                                       | 185–212, 224 | 2001–2003                     | Anstaltshausmeister Ex-Freund von Lizzy und Simone. Wurde vor der Schleuse von der russischen Mafia angeschossen und war danach querschnittgelähmt. |
| Rainer Goernemann        | Dr. Lorenz Strauß                     | 8–13                                      | 189–326 | 2002–2004                     | Anstaltsleiter, Anstaltsarzt und Anstaltspsychologe Vater von Nora und Thoralf, Ex-Mann von Uschi. Missbrauchte die Insassinnen als Versuchskaninchen für illegale Medikamententests, weil er von Hendrik Jansen dazu gezwungen wurde. Kündigte seine Stelle nach dem „Baumann-Prozess“ wodurch er merkte, dass er als Anstaltsleiter mit Entscheidungen zwischen Menschlichkeit und Verordnung überfordert ist. Kam anschließend noch einmal für kurze Zeit als Anstaltspsychologe zurück. |
| Anja Reßmer              | Maja Brehme                           | 10–12                                     | 227–306 | 2002–2004                     | Schließerin und Stationsleiterin Adoptivschwester von Andrea Burgschulte, Affäre von Hendrik. Betrieb im Gefängnis mit Kathleen Konopke Drogenhandel. Verließ Reutlitz und ging nach Vietnam, nachdem sie eingestehen musste, dass sie ihre Adoptivschwester die ganze Zeit gedeckt hat. |
| Ulrich Drewes            | Hendrik Jansen geb. Hammer            | 10–13                                     | 227–331 | 2002–2004                     | Schließer, Stationsleiter und Anstaltsleiter Ex-Mann von Britta Jansen, Vater von Erik und Sebastian, Affäre von Sonja, Maja, Mareike und Annika. Unschuldig der Vergewaltigung bezichtigt. Drang Dr. Lorenz Strauß zu illegalen Medikamentenversuchen an den Insassinnen. Wurde entlassen und anschließend verhaftet. |
| Meike Schlüter           | Dr. Kerstin „Der Hauptmann“ Herzog    | 10–13                                     | 233–312 | 2002–2004                     | Anstaltsärztin Ex-Verlobte von Michael. Freundin von Sascha. Ehemalige Stabsärztin bei der Bundeswehr. Saß unschuldig. Erklärte Sascha Mehring für tot, um mit ihr ein neues Leben zu beginnen. |
| Karin Oehme              | Gertrud „Trude“ Schiller              | 11–15                                     | 255–385 | 2003–2006                     | Schließerin Strenge Vollzugsbeamtin. Mutter von Annika Schiller, Ex-Ehefrau von Hubert. Ging in Pension. |
| Holger Hauer             | Uwe Grauel †                          | 12                                        | 284–300 | 2003–2004                     | Schließer Freund von Birgit Schnoor. Pädophil. Beging Selbstmord, nachdem aufflog, dass er Nancy missbraucht hatte. |
| Cornelia Schindler       | Miriam Overberg                       | 12–13                                     | 299–332 | 2004                          | Anstaltsleiterin Wurde suspendiert, weil sie mit ihren Aufgaben maßlos überfordert war. Gleichzeitig wurde ihr die freiwillige Kündigung nahegelegt, welche sie kurz darauf auch einreichte. |
| Leon Boden               | Edgar Brock                           | 12–16                                     | 303–401 | 2004–2007                     | Schließer, Sicherheitsbeauftragter Affäre von Eva Baal. Galt als „Sadist“ und veranstaltete beispielsweise auf Station C Kämpfe um Lebensmittel. Wurde als Kind von seinem Vater geschlagen. Betrieb im Gefängnis mit Natascha Zuhälterei. War Daniela Kallweits Vertrauensbeamter im Jugendgefängnis. Erpresste Daniela mit ihrem durch ihn ohne ihr Wissen manipulierten Lebenslauf. Versuchte, Steffi Gessler zu vergewaltigen, welche sich nur dadurch wehren konnte, indem sie ihre HIV-Infektion zugab. Sorgte später für Daniela Kallweits Entlassung. Versuchte mehrfach erfolglos, den Posten als Anstaltsleiter zu erlangen, zuletzt, indem er Eva Baal mit deren Affäre erpresste. |
| Jost Pieper              | David Wilborn                         | 12–16                                     | 305–403 | 2004–2007                     | Schließer Ex-Freund von Britta Jansen. Verhalf ihren Kindern zur Flucht vor deren gewalttätigem Vater. Jost Pieper spielte in Staffel 10 einmalig einen Callboy. |
| Sascha Gluth             | Hanno „Johnny“ Matthiesen †           | 13–15                                     | 314–353 | 2004–2005                     | Anstaltspfarrer Freund von Wilhelmina, Kumpel von Walter und Andreas. Ermordete Erich Gomulka. Starb durch die von Cobra verursachte Explosion. |
| Judith Hildebrandt       | Kim Krause †                          | 13–15                                     | 316–353 | 2004–2005                     | Anstaltsköchin Tochter von Armin, beste Freundin von Wilhelmina. Distanzierte sich von Wilhelmina, nachdem ihr Vater durch Wilhelminas Einwirken zum Pflegefall wurde. Starb durch die von Cobra verursachte Explosion. |
| Norbert Braun            | Dr. Salbach                           | 13–15                                     | 328–379 | 2004–2006                     | Anstaltsarzt. Nachfolger von Dr. Kerstin Herzog. |
| Corinna A. Horn          | Daniela Kallweit                      | 14–15                                     | 346–379 | 2005–2006                     | Schließerin War selbst in Jugendhaft, wo Brock ihr Vertrauensbeamter war. Wurde von Brock auf die Stelle aufmerksam gemacht und bekam die Stelle, nachdem dieser ihren Lebenslauf ohne ihr Wissen manipulierte. Wurde infolgedessen von Brock mit ihrem Lebenslauf erpresst, mit ihm gegen Eva Baal zu intrigieren. Stand anfangs für einen weicheren Umgang mit den Insassinnen, entwickelte allerdings nach der von Cobra verursachten Explosion eine deutlich härtere Linie. Wurde suspendiert, nachdem sie wiederholt durch Verfehlungen im Dienst negativ aufgefallen ist. |
| Peggy Lukac              | Irene Herrmann † („Rote Mamba“)       | 15                                        | 353–361 | 2005                          | Schließerin War schon in der DDR Schließerin und dort wegen ihrer Grausamkeit als „Rote Mamba“ gefürchtet. Beging Selbstmord, nachdem sie enttarnt wurde. Peggy Lukac spielte in Folge 312a eine Zollbeamtin, die Jutta Adler am Flughafen kontrolliert |
| Friedelise Stutte        | Iris Römer                            | 16                                        | 386–398 | 2006–2007                     | Schließerin Nahm ihren Beruf sehr genau. |
| Holger Kunkel            | Rolf Schuhmann                        | 16                                        | 386–403 | 2006–2007                     | Schließer |
| Susanne Schäfer          | Juliane Sürth                         | 16                                        | 386–403 | 2006–2007                     | Anstaltsleiterin Mutter von Natalie. Weltverbesserin. Ihre Arbeit war geprägt durch die nicht vorhandene Erfahrung im Strafvollzug. |
| Max Woelky               | Sebastian Hecht                       | 16                                        | 386–403 | 2006–2007                     | Auszubildender Schließer Ex-Affäre von Sarah. War in Sarah verliebt. |
| Sebastian Wirnitzer      | Dr. Peter Kilian                      | 16                                        | 388–403 | 2006–2007                     | Anstaltsarzt |
| Robert Lohr              | Georg Schallert                       | 16                                        | 390–403 | 2006–2007                     | Anstaltspfarrer |

### Sonstige Darsteller
Sortiert nach dem Einstieg
| Schauspieler             | Rollenname                         | Staffel(n) | Folgen                                  | Jahr(e)   | Bemerkung |
| ------------------------ | ---------------------------------- | ---------- | --------------------------------------- | --------- | --- |
| Maximilian Seidenstücker | Martin Teubner                     | 1–3        | 1–62                                    | 1997–1999 | Sohn von Susanne Teubner, Bruder von Nina, Halbbruder von Christine, Enkel von Marlies, Onkel von Stella. Kam nach zwei Jahren in ein Internat. |
| Imke Barnstedt           | Marlies Teubner                    | 1–5        | 1–101                                   | 1997–1999 | Schwiegermutter von Susanne Teubner, Großmutter von Nina und Martin. Urgroßmutter von Stella. Kümmerte sich während der Haftzeit der Mörderin ihres Sohnes um ihre Enkelkinder. Verteidigte vehement ihren Sohn und wollte nicht wahrhaben, dass dieser seine Tochter Nina jahrelang sexuell missbraucht hatte. Nahm nach Susannes Tod deren und Thomas Maybachs Tochter zur Pflege auf. |
| Rüdiger Kuhlbrodt        | Hans Werner Fock                   | 1          | 2, 11, 20–21                            | 1997–1998 | Ministerialrat. |
| Silvia Rachor            | Gabriele „Gaby“ Kaiser geb. Korsch | 1–3        | 5–69                                    | 1997–1999 | Witwe von Dieter, Tochter von Margarethe Korsch, Mutter von Felix und Sebastian. Leistete Sterbehilfe an ihrem Mann (ihre Mutter nahm die Tat auf sich). |
| Hannelore Minkus         | Elisabeth Adler †                  | 1–5        | 6–107                                   | 1997–2000 | Mutter von Jutta Adler. Saß aufgrund eines von Jutta verschuldeten Unfalls im Rollstuhl. Beging Selbstmord, als sie an Krebs erkrankte. |
| Rainer Frank             | Daniel Fuchs                       | 1–3        | 8–47                                    | 1997–1998 | Kommissar, der im Mord an Zöllner ermittelte. Mann von Lollo (später getrennt lebend). |
| Wolfgang Finck           | Karl-Heinz Zöllner                 | 1          | 25                                      | 1998      | Beamter der Justizverwaltung. Zwillingsbruder von Gerhard Zöllner. |
| Burkhard Heyl            | Dr. Thomas Maybach †               | 1–3        | 26–65                                   | 1997–1999 | Anwalt und Verlobter von Susanne Teubner. Vater von Christine Teubner. Stiefvater von Nina und Martin. Wurde im Gericht angeschossen und schwer verletzt. Starb Wochen später im Krankenhaus, ohne zu wissen, dass Susanne von ihm schwanger war. |
| Santiago Ziesmer         | Prof. Gregor Wünsche               | 2–8        | 28–111, 148, 155–157, 197               | 1998–2002 | Ex-Mann von Ilse Wünsche. Ging nach Lima. Entdeckte außerhalb des Seriengeschehens seine Homosexualität. |
| Katharina Wackernagel    | Sonja König †                      | 2          | 30–37                                   | 1998      | Tochter von Uschi König und Horst-Wolfgang König, Ex-Freundin von Marc Schneider. Starb infolge eines Autounfalls, nachdem Marc Schneider sie unter Drogen gesetzt hatte. |
| Klaus Wennemann          | Horst-Wolfgang König †             | 2–3        | 31–70                                   | 1998–1999 | Mann von Uschi König, Vater von Sonja. Beging Selbstmord. |
| Urs Remond               | Marc Schneider †                   | 2          | 31–38                                   | 1998      | Ex-Freund von Sonja. Wurde von Uschi erschossen, weil sie ihm die Schuld an Sonjas Tod gab. |
| Ulrich Anschütz          | Ulrich Lohmann                     | 3          | 50–52, 58–59, 66–68                     | 1998-1999 | Nachbar und Ex-Verlobter von Jutta; zieht nach einem Jobangebot und nach der Trennung von Jutta weg. |
| Dieter Rita Scholl       | Gerhard „Gina“ Röderer             | 3–6        | 53–139                                  | 1998–2000 | Freund von Mona und Elke. Schmuggelte Drogen in den Knast. Tritt mit einer Ausnahme ausschließlich als Transvestit auf. |
| Benjamin Quaiser         | Jan Talberg                        | 4–7        | 98–173                                  | 1999–2001 | Sohn von Lothar und Anna Talberg, Bruder von Lilli, Ex-Freund von Elke Meier. |
| Anna Herrmann            | Lilli Talberg                      | 4–8        | 98–194                                  | 1999–2001 | Tochter von Lothar und Anna Talberg, Schwester von Jan, Freundin von Alex. Ging nach München. |
| Horst Kotterba           | Dieter Windisch                    | 5, 7       | 116–117, 120–122, 158                   | 2000-2001 | Ex-Freund von Jutta; Guter Freund von Mona. Heiratsschwindler, der beauftragt wird, an das Geld von Juttas Lottogewinn zu kommen. |
| Eric Benz                | Oliver Papnitz #2                  | 5–6        | 117–118, 133, 135–138, 141              | 2000      | Neffe von Jutta; Freund von Conny, Enkel von Elisabeth. Ehemaliger Schließer in Ausbildung. Wird bei einer Fluchthilfe von Conny festgenommen und kommt in die Männer-JVA. Flieht mit Conny in einem selbstgenähten Heißluftballon nach Polen. |
| Christoph Hemrich        | Helmut Bach †                      | 7–8        | 159–161, 165–167, 169, 179–180, 185–186 | 2001      | Ehemann von Simone. Vater von Alex. Stirbt nach einem Arbeitsunfall im Krankenhaus. |
| Alexander Kasprik        | Alexander „Alex“ Bach              | 7–9, 12    | 152–225, 281–282, 285, 304              | 2001–2004 | Sohn von Helmut und Simone Bach. Bruder von Caroline, Freund von Lilli. Wurde zweimal als Geisel genommen. Ging nach München. |
| Katharina Dalichau       | Pia Schnoor                        | 8          | 179–182                                 | 2001      | Nichte von Birgit, One-Night-Stand von Tom. Wurde von Martina und Mareike Vattke als Geisel genommen. |
| Tino Blazejewski         | Michael „Mike“ Michalke †          | 8–14       | 189–338                                 | 2002–2005 | Bruder von Lizzy, Mann von Melanie. Kleinkrimineller. Wurde bei einem Einbruch von Annabelle angeschossen und starb im Krankenhaus. |
| Young-Shin Kim           | Ming Lhai Kittler #1               | 9–12       | 224–287                                 | 2002–2003 | 1. Darstellerin der Rolle. Frau von Peter. Ehemals Prostituierte. |
| Uwe Zerbe                | Werner Baal                        | 10         | 232–253                                 | 2002–2003 | Brigadegeneral. Vater von Eva. Mörder von Martin Pohl und Hildegard Lutz. Wurde zu lebenslanger Haft verurteilt. |
| Andreas Conrad           | Erich Gomulka †                    | 11–13      | 280–315                                 | 2003–2004 | Ex-Affäre von Ines. Ehemaliger Chef von Walter und Ines. Ermordete Andreas Walter. Wurde von Johnny erschossen. |
| Anna Holmes              | Ines Fürbringer #1                 | 11–12      | 280–303                                 | 2003–2004 | 1. Darstellerin der Rolle. Affäre von Erich Gomulka, One-Night-Stand von Andreas Walter. Freundet sich zunächst mit Christine Walter an, um sie anschließend zu hintergehen. |
| Frank Ciazynski          | Hubert Schiller                    | 12         | 287–302                                 | 2003–2004 | Heiratsschwindler; Ex-Ehemann von Trude: Ex-Freund von Sybille. Frank Ciazynski spielte in der ersten Staffel den Pförtner von Reutlitz. |
| Mey Lan Chao             | Ming Lhai Kittler #2               | 13         | 307–308                                 | 2004      | 2. Darstellerin der Rolle. Frau von Peter (später getrennt lebend). Wurde von Peter verlassen, als sie anfing wieder als Prostituierte (u. a. von Edgar Brock) zu arbeiten. |
| Ernest Allan Hausmann    | Samuel „Sam“ Kawana                | 14         | 333–334                                 | 2004-2005 | Freund von Wilhelmina aus Namibia. |
| Philipp Engelhardt       | Josh †                             | 15         | einige Folgen                           | 2005      | Wurde von Natascha dazu beauftragt der „Freund“ von Jana Wellmann zu werden (um „Manu“ Wellmann zu erpressen, die gestohlene Kioskware zu verkaufen); Er wurde von Natascha angestiftet, illegal Sachen nach Reutlitz zu schmuggeln; Wurde von „Manu“ Wellmann bei einem Besuch aus Notwehr (er griff „Manu“ an) getötet, nachdem der Schmuggel durch Manu aufflog.                      |
| Louisa Herfert           | Nathalie Sürth                     | 16         | 387–403                                 | 2006–2007 | Tochter von Juliane Sürth. Sehr renitent. |
| Gina Louisa Naumann      | Klara Müller alias Maurer          | 16         | 396–397                                 | 2006–2007 | Tochter von Nicole Maurer (geb. Simone Müller). |

### Nebenfiguren aus der JVA Güstrow
| Schauspieler       | Rollenname                   | Staffel(n) | Folgen           | Jahr(e) | Straftat  | Bemerkungen |
| ------------------ | ---------------------------- | ---------- | ---------------- | ------- | --------- | --- |
| Andreas Hofer      | Justizvollzugsbeamter Kemmer | 15         | 380–382, 384–385 | 2006    |           | Schließer. Wurde verhaftet, da er mit den Insassinnen Geschäfte machte und sie während der Geiselnahme unterstützte. |
| Mareile Moeller    | Lola Müller                  | 15         | 380–384          | 2006    | Mord      | „Sklavin“ von Hilde. Psychisch auffällig. Bekam daher auch Sicherungsverwahrung.                                     |
| Anika Mauer        | Amanda „Mandy“ Allert        | 15         | 380–385          | 2006    | Totschlag | Affäre von Kemmer.                                                                                                   |
| İlknur Bahadır     | Ayse Yilmaz                  | 15         | 380–385          | 2006    | Mord      | Lesbisch. Hatte sich in Manu verliebt. One-Night-Stand von Manu.                                                     |
| Petra Hartung      | Hilde Thomczyk               | 15         | 380–382, 384–385 | 2006    | Mord      | Schwester von Yvonne. Anführerin der Insassinnen der JVA Güstrow.                                                    |
| Christiane Paulick | Yvonne Thomczyk †            | 15         | 382–385          | 2006    |           | Schwester von Hilde. Alkoholabhängig. Wurde von Annabelle getötet.                                                   |

### Nebenfiguren
Zahlreiche Nebenfiguren haben bei Hinter Gittern – Der Frauenknast mitgespielt. Zu diesen Nebenfiguren gehören Martina Baumann (Rolle wurde mehrfach umbenannt: Tina/Kathrin Stein/Tina Schäfer/Gerda Keller; Staffeln 1–12), Susanne Häusler als Anna Talbergs Anwältin (Staffel 5), Nina Bott als Peggy Grothe (Staffeln 8–10), Carrie Anne Hampel als Jasmin „Godzilla“ Zielowski (Staffeln 9–12), David Kramer als Lukas Elert (Staffel 14), Norbert Braun als Dr. Saalbach (Staffeln 14–15), Michael Tietz als Joachim Franke (Staffeln 14–15), Ben Zimmermann als Sven Häuser (Staffel 15), Sarah Tkotsch als Jana Wellmann (Staffel 15), Peter Zimmermann als Herr Gross (Staffel 15), Safia Monney als Babs (Staffel 16) und viele andere mehr.

### Prominente Gastrollen
Mehrere zum Teil bekannte Persönlichkeiten wirkten im Frauenknast mit. Zu diesen Persönlichkeiten gehören Martin Semmelrogge (Folge 39–44 und 93–94) Erika Berger (Folge 85: Der Duft der Frauen), Vanessa Petruo (Folge 127: Im Netz der Spinne), Karel Gott (Folge 239: Gott sei Dank), Ruth Moschner (Folge 295: Böser Onkel, Folge 300: Das große Finale), Jürgen Drews (Folge 300: Das große Finale), Tamara Gräfin von Nayhauß (Folge 300: Das große Finale), Patrick Lindner (Folge 343: Dein Wille geschehe), Markus Lanz (Folge 352a: Was geschah in Reutlitz?), Regina Halmich (Folge 381: Bis aufs Blut) und viele andere mehr. Auch der ehemalige Fluchthelfer Hasso Herschel war in mehreren Folgen zu sehen (Folge 213: Todestag und 214: Knockout als Schließer; Folge 307: Crash als Notarzt). Seine Schwester Anita Moeller war hinter der Kamera für die Requisiten zuständig.

## Ereignisse

### Hochzeiten
| Staffel | Folge | Personen                                                   |
| ------- | ----- | ---------------------------------------------------------- |
| 1       | 26    | Lollo geb. Kühne und Daniel Fuchs                          |
| 4       | 81    | Ilse geb. Brahms und Gregor Wünsche                        |
| 7       | 159   | Jutta Adler und Jörg Baumann                               |
| 9       | 209   | Uschi König und Lorenz Strauß                              |
| 9       | 224   | Jeanette Bergdorfer und Peter Kittler (Scheinehe-ungültig) |
| 11      | 267   | Ming Lhai und Peter Kittler                                |
| 11      | 268   | Melanie Schmidt und Mike Michalke                          |
| 14      | 343   | Wilhelmina Makhubela und Armin Krause (Scheinehe)          |

### Schwangerschaften
| Staffel(n) | Person                        |                           | Handlung |
| ---------- | ----------------------------- | ------------------------- | --- |
| 1          | Vivi Andraschek               | Abtreibung                | Vivi wird von Gerhard Zöllner vergewaltigt und treibt das daraus entstandene Kind unsachgemäß heimlich ab, wodurch Vivi fast verblutet. Sie kann danach keine Kinder mehr bekommen. |
| 1          | unbekannte türkische Insassin | Geburt im Gefängnis       | Eine dem Zuschauer unbekannte türkische Insassin wird in Reutlitz eingeliefert und verheimlicht erfolgreich bei der Eingangsuntersuchung gegenüber Dr. Beck ihre Schwangerschaft. Anschließend bringt sie das Baby, einen Jungen, heimlich in der Gärtnerei zur Welt, lässt ihn dort allein zurück, und begeht anschließend Suizid. Das Baby wird zunächst von der Kindsmörderin Martina Thielmann gefunden, auf Station B geschmuggelt, und anschließend von Vivien Andrascheck gestohlen, welche es für sich behalten will. Nach vielem hin und her wird das Baby schlussendlich am Heiligabend dem leiblichen Vater übergeben. |
| 3          | Christine Walter              | Fehlgeburt                | Um den Kinderwunsch ihrer Freundin Vivi zu erfüllen, befruchtet Walter sich mit einer Samenspende von Richard Stern selbst. Nach einem Streit mit Mona im Bad und einem daraus resultierendem Sturz erleidet Walter jedoch eine Fehlgeburt. |
| 4          | Susanne Teubner               | Geburt: Christine Teubner | Susanne ist von Dr. Thomas Maybach schwanger, der das jedoch nicht mehr erfährt, da er an den Folgen eines Anschlags starb. Ihre Freundin Walter will die „Vaterrolle“ übernehmen. Susanne bringt ihr drittes Kind kurz nach ihrer Entlassung im Besucherraum von Reutlitz zur Welt und nennt das Baby, Walter zu ehren, Christine. Susanne stirbt nur wenige Wochen nach der Geburt. |
| 6          | Elke Meier                    | Abtreibung                | Elke ist von Jan Talberg schwanger und entscheidet sich gegen seinen Willen für eine Abtreibung. |
| 7          | Denise Hartung                | Fehlgeburt                | Denise lässt sich bewusst von Jörg Baumann schwängern, um früher entlassen zu werden. Sie verliert das Kind, nachdem Jörg ihr für die Schwangerschaft untaugliche Tabletten untergeschoben hat. |
| 8          | Martina Vattke                | Geburt: Chris Vattke      | Martina wird trotz Verhütung mit Kondomen von Dr. Christoph Stein schwanger. Auch als sich herausstellt, dass sie sich nicht mit HIV infiziert hat, will sie das Kind zunächst nicht bekommen. Nach Christophs Tod bringt sie ihren Sohn Chris heimlich in Reutlitz zur Welt und will ihn nun doch behalten. Nach ihrer Entlassung fängt sie ein neues Leben mit ihrem Sohn an. |
| 10/11      | Nina Teubner                  | Geburt: Stella Teubner    | Nina wird trotz Pille von Andy Wagner schwanger und entscheidet sich trotz Trennung von Andy ihr Baby zu bekommen. Andy und Nina finden schließlich wieder zueinander und Nina bringt ihre Tochter Stella im Knasttransporter auf dem Weg zur Mutter-Kind-Station zur Welt. Nach ihrer Entlassung verlässt Nina mit Andy und Stella Berlin und sie fangen als kleine Familie ein neues Leben an. |
| 12         | Britta Jansen                 | Abtreibung                | Britta ist von ihrem Noch-Ehemann Hendrik schwanger und lässt das Kind abtreiben, da sie nicht glaubt, dass ein Baby ihre kaputte Ehe noch retten kann. |
| 12/13      | Birgit Schnoor                | Fehlgeburt                | Birgit ist von Uwe Grauel schwanger und verliert ihr ungeborenes Baby nach einer Geiselnahme und Tritten in den Bauch von Kalle Konnopke |

## Staffeln
Erste Staffel (Folgen 1–26)
Die Folgen der ersten Staffel wurden vom 22. September 1997 bis zum 30. März 1998 bei RTL ausgestrahlt. Durchschnittlich verfolgten 3,8 Millionen (13,76 Prozent) Zuschauer die Serie. Haupthandlungsstrang war die Verurteilung von Susanne Teubner und die Eingewöhnung in das Gefängnisleben.
Zweite Staffel (Folgen 27–44)
Vom 6. April 1998 bis zum 17. August 1998 wurde die zweite Staffel von Hinter Gittern bei RTL gezeigt. Für das Schauen der Serie entschieden sich durchschnittlich 3,7 Millionen (13,66 Prozent) Zuschauer. Der Haupthandlungsstrang verlagerte sich zu der Beziehung zwischen Christine Walter und Vivian Andraschek.
Dritte Staffel (Folgen 45–72)
Durchschnittlich verfolgten 4,7 Millionen (15,69 Prozent) Zuschauer das Geschehen im Frauenknast, das vom 24. August 1998 bis zum 26. April 1999 bei RTL ausgestrahlt wurde. Die Serie wurde soaplastiger und dramatischer. Im Vordergrund standen Christine Walter, Mona Suttner, Ursula König und Jutta Adler.
Vierte Staffel (Folgen 73–98)
4,58 Millionen (16,88 %) Zuschauer schauten sich durchschnittlich die Folgen von Hinter Gittern an. Katrin Tornow kehrt für einige Folgen nach Reutlitz zurück.
Fünfte Staffel (Folgen 99–124)
RTL zeigte seinen durchschnittlich 4,56 Millionen (15,40 Prozent) Zuschauern die Hinter-Gittern-Folgen der fünften Staffel.
Sechste Staffel (Folgen 125–150)
Im Zeitraum vom 24. Juli 2000 bis zum 12. Februar 2001 entschieden sich durchschnittlich 4,93 Millionen (16,86 Prozent) Zuschauer für die Folgen der sechsten Staffel, die RTL ausstrahlte.
Siebte Staffel (Folgen 151–176)
Durchschnittlich verfolgten 5,21 Millionen (18,32 Prozent) Zuschauer die Serie, die RTL im Zeitraum vom 19. Februar 2001 bis zum 10. September 2001 gezeigt wurde.
Achte Staffel (Folgen 177–200)
Die achte Staffel war rechnerisch gesehen die erfolgreichste Staffel in der Geschichte der Serie: Durchschnittlich 19 % aller Fernsehzuschauer entschieden sich jeden Montagabend für die Geschichten aus dem Frauenknast. Die Staffel lief von September 2001 bis April 2002.
Neunte Staffel (Folgen 201–226)
RTL strahlte von April 2002 bis Oktober 2002 die neunte Staffel aus. Mit einer durchschnittlichen Reichweite von 18,8 Prozent erreichte sie nicht mehr ganz so viele Zuschauer wie die vorherige Staffel.
Zehnte Staffel (Folgen 227–254)
Die zehnte Staffel wurde von Oktober 2002 bis April 2003 ausgestrahlt. Sie beinhaltet die Jubiläumsfolge 250 und wurde insgesamt von 18,2 Prozent aller Fernsehzuschauer gesehen.
Elfte Staffel (Folgen 255–280)
Mit der elften Staffel begann, quotenmäßig gesehen, der Niedergang der Serie: Nur noch 15,7 Prozent aller Zuschauer wollten den Frauenknast sehen. Die Folgen liefen von April 2003 bis November 2003.
Zwölfte Staffel (Folgen 281–306)
Die zwölfte Staffel lief von November 2003 bis zum Sommer 2004. Höhepunkt der Staffel war die Jubiläumsfolge 300, in der als Persiflage auf die Castingshow Deutschland sucht den Superstar (DSDS) ein Knasttalent gekürt wurde. Die Staffel erreichte durchschnittlich 15,1 Prozent des Gesamtfernsehpublikums.
Dreizehnte Staffel (Folgen 307–332)
Die dreizehnte Staffel wurde im Zeitraum von Juni 2004 bis Ende des Jahres ausgestrahlt. Ein Highlight war für viele Fans das Serienspezial Folge 312a, in dem die ehemalige Anstaltsleiterin Jutta Adler zurückkehrte und sich gemeinsam mit Walter an die schönsten Momente im Knast erinnerte. Eine solche Rückblick-Episode hatte es in der Hinter-Gittern-Geschichte noch nicht gegeben. An die Quoten der zwölften Staffel konnte die dreizehnte Staffel aber nicht anschließen: Sie erreichte durchschnittlich nur noch 14 Prozent aller Zuschauer ab drei Jahren.
Vierzehnte Staffel (Folgen 333–352 und 352a)
Die vierzehnte Staffel der Serie begann in der letzten Dezemberwoche des Jahres 2004 und endete vorzeitig im Juni 2005. Obwohl die Staffel wie gewöhnlich auf 26 Folgen angelegt war, musste sie früher als erwartet beendet werden. Gründe dafür mögen im zurückgegangenen Zuschauerinteresse an Hinter Gittern und den daraus resultierenden niedrigen Einschaltquoten gelegen haben. Um dem Quotenrückgang entgegenzuwirken und alte Zuschauer zu reaktivieren oder sogar neue potenzielle Zuseher zu gewinnen, schickte RTL die Serie in eine kreative Sommerpause. Dies war die erste Pause seit Serienstart. Dafür wurde eigens ein spannender Season-Cliffhanger im Stil erfolgreicher US-Serien ersponnen. Ein Highlight war für viele Fans das Serienspecial Folge 352a, in dem die ehemalige Anstaltsleiterin Jutta Adler zurückkehrte. Im Durchschnitt hatte die Staffel rund 14 Prozent der Zuschauer ab drei Jahren erreicht.
Fünfzehnte Staffel (Folgen 353–385)
Von September 2005 bis Mai 2006 war die fünfzehnte Staffel der Serie zu sehen. Geplant waren mindestens 26 Folgen, die Staffel wurde aber um sechs Folgen verlängert. Durchschnittlich verfolgten 13,1 Prozent aller Zuschauer die insgesamt 33 Folgen. Damit liegen die Werte deutlich unter der Zuschauerreichweite von Staffel vierzehn. In der Zielgruppe der 14- bis 49-jährigen Zuschauer erreichte Hinter Gittern 15,8 Prozent.
Sechzehnte Staffel (Folgen 386–403)
Zuletzt lief die sechzehnte Staffel der Knast-Saga mit 18 Folgen. Fast der komplette Cast wurde ersetzt; lediglich einige wenige Schauspieler der Urbesetzung waren noch beteiligt. Mit einem verkürzten Vorspann und einer abgeänderten Titelmusik lief Hinter Gittern montags um 21:15 Uhr bei RTL, ab dem 4. Dezember 2006 von Montag auf Dienstag wöchentlich im Nachtprogramm um 01:05 Uhr. Die letzte Folge 403 wurde am 13. Februar 2007 bei RTL ausgestrahlt. Aufgrund der schlechten Einschaltquoten setzte RTL die Serie nach fast zehn Jahren ab.

## Medien
Buch-Veröffentlichungen
- Band 1: Die Geschichte der Susanne Teubner – erschien im November 1997
- Band 2: Die Geschichte der Blondie Koschinski – erschien im April 1999
- Band 3: Die Geschichte der Vivien Andraschek – erschien im Juli 1999
- Band 4: Die Geschichte der Christine Walter – erschien im September 1999
- Band 5: Die Geschichte der Katrin Tornow – erschien im November 1999
- Band 6: Maximilian Ahrens – Ein Leben Hinter Gittern – erschien im März 2000
- Band 7: Die Geschichte der Sabine Sanders – erschien im März 2000
- Band 8: Die Geschichte der Margarethe Korsch – erschien im Juni 2000
- Band 9: Die Geschichte der Conny Starck – erschien im Juli 2000
- Band 10: Walter – Liebe hinter Gittern, Teil 1 – erschien im Juli 2000
- Band 11: Die Geschichte der Mona Suttner – erschien im September 2000
- Band 12: Hinter Gittern – Die Geschichte der Sofia Monetti – erschien im Oktober 2000
- Band 13: Die Geschichte der Jule Neumann – erschien im Februar 2001
- Band 14: Die Geschichte der Eva Baal – erschien im März 2001
- Band 15: Walter – Liebe hinter Gittern, Teil 2 – erschien im März 2001
- Band 16: Jutta Adler und die Liebe – erschien im Mai 2001
- Band 17: Die Vattkes – auf Leben und Tod – erschien im Oktober 2001
- Band 18: Die Geschichte der Anna Talberg – erschien im Oktober 2001
- Band 19: Die Geschichte der Uschi König – erschien im Dezember 2001
- Band 20: Die Geschichte der Bea Hansen – erschien im Januar 2002
- Band 21: Die Geschichte der Denise Hartung – erschien im Januar 2002
- Band 22: Walter – Liebe hinter Gittern, Teil 3 – erschien im Januar 2002
- Band 23: Die Geschichte der Jutta Adler – erschien im Juli 2002
- Band 24: Die Geschichte der Ruth Bächtle – erschien im September 2002
- Band 25: Die Geschichte des Jörg Baumann – erschien im November 2002
- Band 26: Simone Bach – Alles aus Liebe – erschien im Januar 2003
- Band 27: Die Geschichte der Martina und Mareike Vattke – erschien im Mai 2003
- Band 28: Die Geschichte der Melanie Schmidt – erschien im Juni 2003
- Band 29: Die Geschichte der Nina Teubner – erschien im September 2003
- Band 30: Die Geschichte der Raffaella Caprese – erschien im November 2003
- Band 31: Nina & Andy – Verbotene Gefühle – erschien im Januar 2004
- Band 32: Die Geschichte der Simone Bach – erschien im April 2004
- Band 33: Die Geschichte der Sascha Mehring – erschien im Juni 2004
- Band 34: Sascha und Kerstin – Liebe in Fesseln – erschien im Juni 2004
- Band 35: Die Geschichte der Kerstin Herzog – erschien im August 2004
- Band 36: Fisch & Co. Misstrauen, Verrat und Eifersucht – erschien im November 2004
- Band 37: Die Geschichte von Britta und Hendrik Jansen – erschien im Februar 2005
- Band 38: Walter – Liebe hinter Gittern, Teil 4 – erschien im März 2005
- Band 39: Die Geschichte der Nancy Konnopke – erschien im September 2005
- Band 40: Die Geschichte der Nicola Gross – erschien im Februar 2006
- Band 41: Ginger – Kampf ums Glück – erschien im Juli 2006
- Band 42: Die Geschichte der Natascha Sanin – erschien im September 2006
- Band 43: Sascha und Kerstin – Ein neues Leben in Freiheit – erschien im Oktober 2006
- Band 44: Die Geschichte der Wilhelmina Makhubela – erschien im November 2006

Sonderbände
- Der offizielle Starband, Inside & Outside – erschien 2000
- Was bisher geschah – Band 1 (Folgen 1–150) erschien 2001
- Der Knast-Guide – Band 2 (Folgen 151–250) erschien 2003
- Die Knast-Chronik – Band 3 (Folgen 251–350) erschien 2005

DVD-Veröffentlichungen
- Special (Folgen 249/245) – erschien am 5. Mai 2003
- Special (Folgen 351/352) – erschien am 28. November 2005
- Staffel 1.1 (Folgen 1–13) – erschien am 25. April 2005
- Staffel 1.2 (Folgen 14–26) – erschien am 19. September 2005
- Staffel 2.1 (Folgen 27–35) – erschien am 23. Januar 2006
- Staffel 2.2 (Folgen 36–44) – erschien am 24. April 2006
- Staffel 3 (Folgen 45–72) – erschien am 27. November 2006
- Staffel 4 (Folgen 73–98) – erschien am 26. November 2007
- Staffel 5 (Folgen 99–124) – erschien am 25. Februar 2008
- Staffel 6 (Folgen 125–150) – erschien am 2. Juni 2008
- Staffel 7 (Folgen 151–176) – erschien am 1. September 2008
- Staffel 8 (Folgen 177–200) – erschien am 11. November 2008
- Staffel 9 (Folgen 201–226) – erschien am 12. Januar 2009
- Staffel 10 (Folgen 227–254) – erschien am 27. März 2009
- Staffel 11 (Folgen 255–280) – erschien am 31. Juli 2009
- Staffel 12 (Folgen 281–306) – erschien am 9. Oktober 2009
- Staffel 13 (Folgen 307–332) – erschien am 15. Januar 2010
- Staffel 14 (Folgen 333–357) – erschien am 16. April 2010
- Staffel 15 (Folgen 358–385) – erschien am 23. Juli 2010
- Staffel 16 (Folgen 386–403) – erschien am 15. Oktober 2010[6]

Staffel 1 – 4 wurden 2009 mit angepasstem Design neu veröffentlicht, dabei ist die komplette 2. Staffel nun in einer einzelnen DVD-Box erhältlich, die 1. Staffel allerdings nach wie vor geteilt.
CD-Veröffentlichungen
- Mit Songs der Stars aus Hinter Gittern Vol. 1 (2002)
- Mit Songs der Stars aus Hinter Gittern Vol. 2 (2004)
- Die Geschichten von Christine Walter, Melanie Schmidt, Uschi König (2005)

PC-Veröffentlichungen
- Hinter Gittern – Der Frauenknast, Vol. 1
- Hinter Gittern – Der Frauenknast, Vol. 2